# Jean-Frédéric Poisson
Jean-Frédéric Poisson (ur. 22 stycznia 1963 w Belfort) – francuski polityk, wykładowca akademicki i bioetyk, przewodniczący partii VIA, la voie du peuple, deputowany.

## Życiorys
Absolwent filozofii, ukończył studia na Université Paris Sorbonne. Publikował na tematy związane głównie z zagadnieniami bioetyki. Z zawodu wykładowca akademicki i przedsiębiorca. Zaangażował się w działalność polityczną na poziomie lokalnym, był zastępcą mera, a w latach 2004–2007 merem Rambouillet, pozostał następnie radnym tej miejscowości.
Współtworzył Forum Socjalnych Republikanów, przemianowane później w Partię Chrześcijańsko-Demokratyczną. Wraz z tym ugrupowaniem dołączył do Unii na rzecz Ruchu Ludowego. W 2013 zastąpił Christine Boutin na funkcji przewodniczącego PCD (w 2020 przemianowanej na VIA, la voie du peuple).
Jean-Frédéric Poisson był również zastępcą poselskim Christine Boutin, objął mandat w 2007, gdy została powołana w skład rządu. Utracił go po jej zdymisjonowaniu i odmowie powrotu do parlamentu w 2009. W tym samym roku Jean-Frédéric Poisson wygrał wybory uzupełniające do Zgromadzenia Narodowego w jednym z okręgów w Yvelines, jednak w 2010 głosowanie to zostało unieważnione, a w wyniku kolejnego głosowania mandat w tym okręgu przejęła lewica. Jean-Frédéric Poisson wystartował po raz kolejny w wyborach w 2012, powracając w ich wyniku do niższej izby francuskiego parlamentu.
W 2016 wziął udział w prawyborach prezydenckich prawicy i centrum przed wyborami prezydenckimi zaplanowanymi na 2017. W głosowaniu z 20 listopada 2016 uzyskał 1,5% głosów. Przed drugą turą prawyborów poparł François Fillona.
Od 2017 przez pewien czas współpracował z Nicolasem Dupont-Aignanem. Przed wyborami w 2022 poparł Érica Zemmoura.